# NGC 2271
NGC 2271 è una galassia lenticolare situata nella costellazione del Cane Maggiore, a una distanza di circa 132 milioni di anni luce dalla nostra Via Lattea.

## Scoperta
La galassia è stata scoperta il 23 gennaio 1835 dall'astronomo britannico John Herschel.